# Fittja Paradiso
Fittja Paradiso var ett samhällsprogram med Janne Josefsson som reporter, som visades på Sveriges Television 1999–2000. Det sändes direkt från elfte våningen i ett höghus i Fittja, söder om Stockholm.
Även om redaktionen fanns i Fittja gjordes reportage även i andra delar av landet. När programmet började sändas hade Josefsson producerat flera uppmärksammade reportage för SVT Stockholms granskande program Striptease. Utöver Josefsson hade redaktionen fem unga reportrar, Fredrik Ekelund, Marcos Hellberg, Lina Makboul, Liv Weisberg och Johanna Winblad. De arbetade med lätt teknik utan kameramän för att komma närmare vanliga människor.
Programmet blev uppmärksammat och mycket omdebatterat, och ansågs av vissa boende i Fittja ge en negativt vinklad och inte rättvisande bild av deras stadsdel, inriktad på sensationsjournalistik.